# Natsumi-haiji

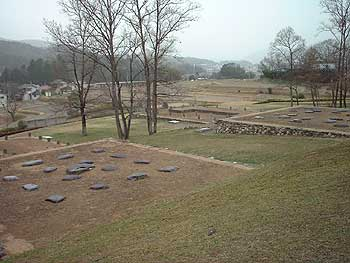
Site du Natsumi-haiji.

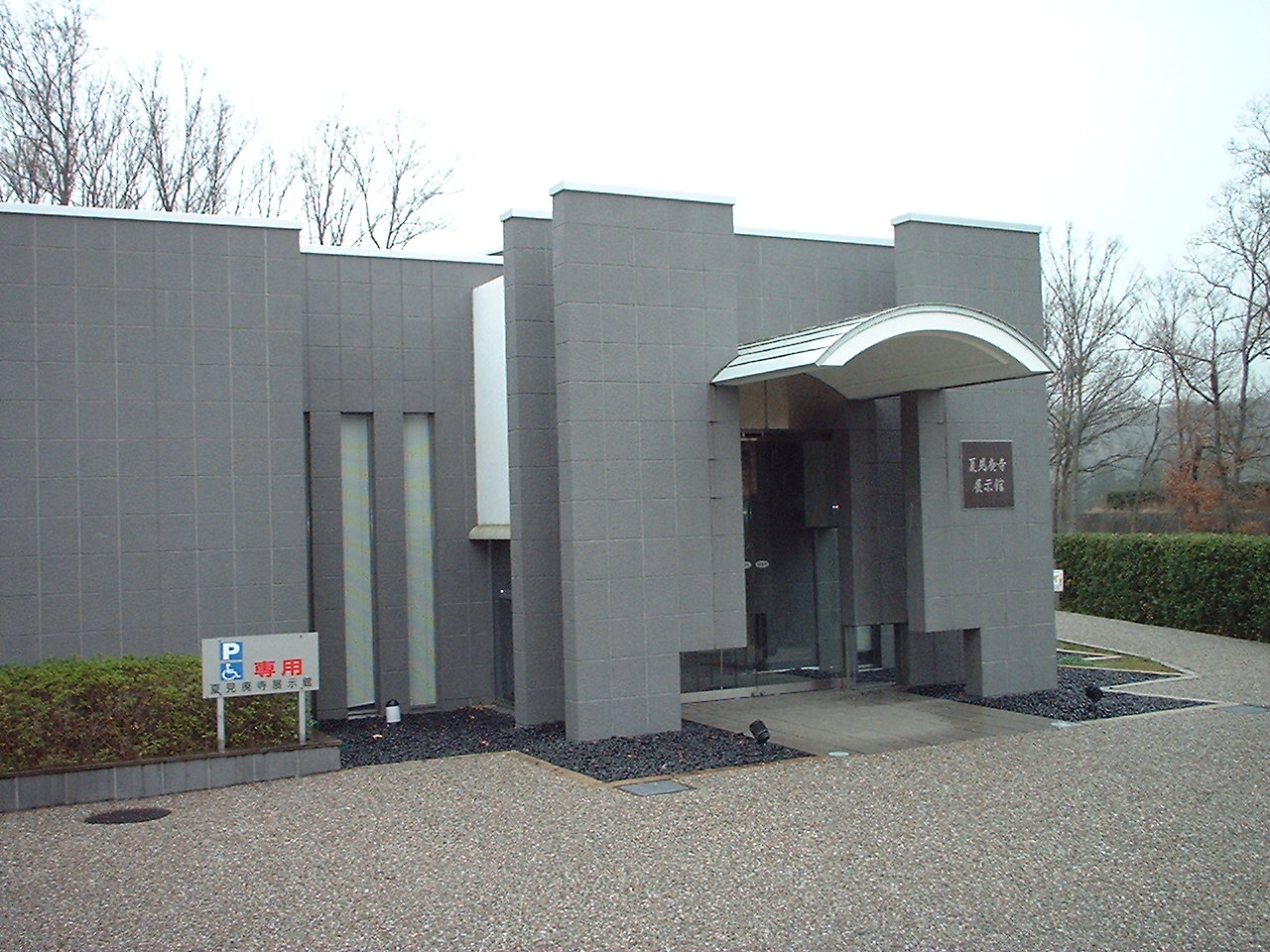
Entrée du musée.

L'ancien Natsumi-haiji (夏見廃寺) est un complexe de temples bouddhistes de l'époque de Nara situé dans la ville de Nabari, préfecture de Mie au Japon, construit après un vœu de la princesse Ōku en souvenir de son père défunt, l'empereur Tenmu. Les bâtiments ont été incendiés à la fin du Xe siècle mais les fondations ont été mises au jour lors de fouilles menées par l'Université de Kyoto en mai 1946. Le site du temple fait aujourd'hui partie du parc central de la ville de Nabari.
Les fondations du bâtiment principal, d'une pagode, d'une salle de conférence et les bâtiments environnants sont préservés.
Les investigations montrent que le hon-dō du Natsumi-ji est de la même conception que celui du Yamada-dera d'Asuka, qui est l'un des principaux temples de cette période. Cela signifie que les prêtres de ce temple entretiennent de bonnes relations avec le gouvernement central.
La salle d'exposition près du site présente et explique les articles exhumés ainsi que les moulures de bouddhas avec lesquelles le bâtiment principal aurait été décoré.